# Sergueï Gorkov
Sergueï Nikolaïevitch Gorkov (en russe : Серге́й Никола́евич Горько́в ; né le 1er décembre 1968) est un banquier et avocat russe. Il est actuellement président de Vnesheconombank (VEB), une grande banque appartenant à l'État russe. Auparavant, entre 2010 et 2016, il était vice-président de Sberbank, la plus grande banque de Russie.
Il est diplômé de l'Académie du service fédéral de contre-espionnage, qui prépare ses membres au Service de renseignement extérieur et au Service de sécurité fédéral (FSB). Il est également titulaire d'une maîtrise en économie.

## Famille et formation
Gorkov est né à Gaï (oblast d'Orenbourg), en Russie soviétique, en 1968. Ses parents se nomment Nikolaï Gorkov et Lioubov Gorkova. Il a un frère aîné, Alexeï Gorkov (né en 1963), qui a rejoint le conseil d'administration de VEB en janvier 2017, et une sœur cadette, Antonina Konoplia (née en 1971).
En 1994, Gorkov obtient un diplôme en droit de l'Académie du service fédéral de contre-espionnage, qui prépare ses membres au service de renseignement extérieur et au service de sécurité fédéral (FSB). En 2002, il obtient une maîtrise en économie à l'université russe d'économie Plekhanov,. Il parle anglais et arabe.

## Carrière

### Début de carrière et Ioukos

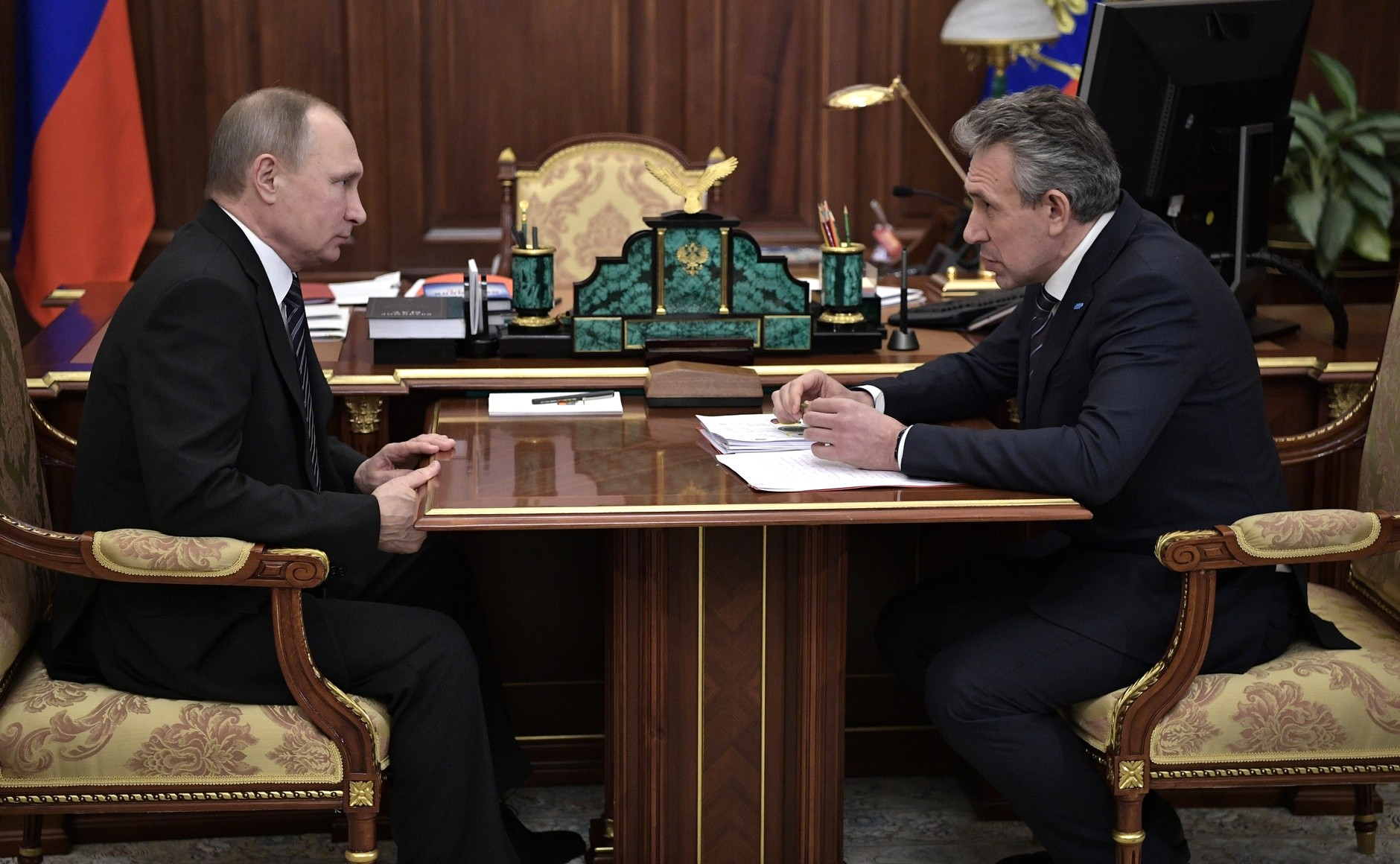
Vladimir Poutine et Gorkov, à droite, se rencontrent au Kremlin, février 2017.

Gorkov travaille à la banque Menatep (1994-1997) avant de rejoindre la compagnie pétrolière Ioukos et Ioukos Moscou (1997-2005), sociétés dissoutes depuis. Il est vice-président de Ioukos, chargé de superviser le personnel et les retraites. Il est également engagé dans un programme de sensibilisation sociale, le mouvement de jeunesse de Ioukos appelé « Nouvelle Civilisation » (en russe : Новая Цивилизация). Le mouvement, extrêmement coûteux, avait pour mission de changer la Russie, en organisant des camps d'été et en soutenant des jeunes engagés dans le système politique avec leur propre parti et leur parlement.
En 2003, Ioukos commence à s'effondrer à la suite d'un scandale fiscal massif lié à des poursuites judiciaires contre le gouvernement russe. Forbes déclare que la façon dont Gorkov avait réussi à éviter une arrestation était un mystère. Cependant des sources internes (dont Pavel Ivlev) affirment que c'était grâce à ses relations avec le Kremlin et le FSB. Le directeur général de Ioukos, Mikhaïl Khodorkovski, ennemi du dirigeant russe Vladimir Poutine, est emprisonné pendant huit ans pour fraude et évasion fiscale. Alexeï Kourtsine, son adjoint, est condamné à 15 ans de prison pour détournement de fonds et en purgera huit,.
En 2005, après la dissolution de Ioukos, Gorkov s’installe à Londres, où il collabore avec plusieurs sociétés. Il siège au conseil d’administration d’Eton Energy Ltd. et de la société de commerce d’alcool New Muscovy Company Ltd. Gorkov rentre en Russie en 2006. De 2005 à 2008, il siège au conseil d'administration du groupe FESCO Transport, le plus grand opérateur de transport intermodal de Russie.

### Sberbank
Gorkov rejoint le secteur bancaire en novembre 2008 en intégrant la Sberbank, une entreprise publique, en tant que directeur du personnel. Pendant la récession, Gorkov supervise une réorganisation de la main-d'œuvre, réduisant le nombre d'employés de 270 000 à 240 000 afin d'accroître l'efficacité et les bénéfices. Il lance un programme de reconversion, dans lequel 200 000 employés bénéficient d'une projet de reconversion, et il met en place un système d'évaluation des employés qui permettait d'offrir des primes mensuelles pour les meilleurs salariés.
Gorkov remporte un franc succès lors de ses cinq premières années à la Sberbank. Il est ensuite nommé vice-président du conseil d’administration de Sberbank en octobre 2010. Il est promu à la tête de la division des opérations internationales et la fait passer de 2 à 20 pays. Son expansion internationale comprend l’acquisition de la Volksbank d’Autriche et de la DenizBank de Turquie. À partir d'octobre 2012, Gorkov est président de la division de Sberbank au Kazakhstan.

### VEB
En février 2016, le président russe Vladimir Poutine promeut Gorkov à la présidence de la Vnesheconombank (VEB), succédant à Vladimir Dmitriev. Selon des sources russes, le lien entre Gorkov et le FSB aurait joué un rôle dans sa nomination à la direction du VEB. Poutine, l'ancien directeur du FSB, a nommé plusieurs de ses membres à des rôles importants dans le gouvernement russe. Fondée en 1922, la Vnesheconombank est l’une des plus anciennes banques de Russie, mais a été acquise en 2007 en tant que banque de développement. Au cours de la crise financière de 2007-2008, le statut de Vnesheconombank en tant que banque appartenant à l'État l'oblige à soutenir le gouvernement dans la gestion de son économie. Elle réorganise les banques en difficulté, achète deux sociétés sidérurgiques, acquiert pour 175 milliards de roubles (environ 3 milliards de dollars) d'actions de sociétés russes pour les maintenir à flot, et investi beaucoup dans des banques ukrainiennes en difficulté.
VEB, surnommée par les observateurs occidentaux la « caisse noire » de Vladimir Poutine, prête également de manière significative pour les Jeux olympiques d'hiver de 2014 à Sotchi, subventionne en secret des groupes prorusses en Ukraine et renfloue fréquemment des oligarques russes proches de Poutine,. Lorsque Gorkov est arrivé en 2012, VEB avait du mal à rester à flot. La banque a besoin de 1 300 milliards de roubles (environ 22,8 milliards de dollars) d'ici à 2020 pour éviter d'être en défaut de paiement de sa dette,. En 2015, la banque bénéficie d'un renflouement de 20 milliards de dollars à la suite de l'approbation du ministre des Finances, Anton Siluanov,.
En juillet 2014, Vnesheconombank est frappée de sanctions par l'Union européenne et les États-Unis dans le contexte de la guerre russo-ukrainienne. En 2016, Gorkov annonce que VEB s'associe à la Banque islamique de développement en Arabie saoudite, un conglomérat de financement de 56 pays islamiques, avec un projet pilote initial de 100 millions de dollars.

### Rencontre avec Jared Kushner
En 2017, Gorkov attire l'attention des médias occidentaux à la suite de sa rencontre en décembre 2016 avec Jared Kushner, gendre et conseiller suprême du président élu Donald Trump. En mars 2017, l'attaché de presse de la Maison Blanche, Sean Spicer, déclare que Kushner a brièvement rencontré Gorkov dans le cadre de son rôle dans la transition et en tant que relais diplomatique auprès du département d'État. Cependant, VEB publie une déclaration selon laquelle Gorkov aurait rencontré Kushner pour une affaire privée concernant la société immobilière de sa famille, Kushner Companies, alors même que VEB est sous le coup de sanctions internationales depuis juillet 2014. La déclaration, publiée à Reuters, indique que Gorkov a rencontré « un certain nombre de représentants des plus grandes banques et établissements commerciaux des États-Unis, dont Jared Kushner, chef des sociétés Kushner ». Selon plusieurs rapports, Kushner recherche des investisseurs pour son projet au 666 Fifth Avenue, que Kushner Companies a acheté pour un montant record de 1,8 milliard de dollars en janvier 2007, avant la récession,,. Les responsables du VEB et de la Maison Blanche ont refusé de préciser la date de la rencontre entre Gorkov et Kushner. Selon le Washington Post, un avion privé VEB associé au voyage de Gorkov a volé de Moscou à Newark (New Jersey) le 13 décembre, puis est reparti le 14 décembre à destination du Japon, où Poutine se rendait pendant deux jours,.
Le 25 mai 2017, il est rapporté que Kushner fait l'objet d'une enquête pour ses entretiens avec Gorkov et l'ambassadeur de Russie aux États-Unis, Sergueï Kisliak, réunions que Kushner avait omises dans son formulaire à propos de contacts avec l'étranger lors d'une demande d'habilitation de sécurité,. Le statut de Gorkov en tant qu'ancien du FSB conduit à un examen minutieux de son passé par les médias, notamment parce que VEB a servi de couverture à l'espion russe condamné Ievgueni Bouriakov (en), expulsé des États-Unis en mars après avoir passé 30 mois dans une prison fédérale. CNN indique également que lorsque Donald Trump avait présenté le concours Miss Univers à Moscou en 2013, son principal sponsor était Sberbank, alors dirigé par Gorkov.

### Autres fonctions
Gorkov siège également au conseil d'administration de plusieurs sociétés, notamment Sberbank et Denizbank, de la United Aircraft Corporation et de l'Agence pour les initiatives stratégiques, un projet public encourageant les jeunes Russes à monter leurs entreprises,.

## Vie privée
Gorkov est marié à Anna Nikolaïevna Gorkova, avec qui il a deux fils, Alexeï (né en 1997) et Nikolaï (né en 2006), et une fille, Polina (née en 2002). Il cite dans ses loisirs la cartographie et l'histoire.
Gorkov a reçu la médaille de l'ordre du Mérite pour la Patrie, 2e classe, et le certificat d'honneur du président de la fédération de Russie (en).